# V. G. Jog
Pour les articles homonymes, voir Jog.
Pandit Vishnu Govind Jog ou V. G. Jog (22 février 1922 – 31 janvier 2004) était le violoniste le plus réputé de la musique hindoustanie, de l’Inde du Nord.
Disciple de Baba Allauddin Khan, il a introduit le violon dans ce style musical, en remplaçant la vièle indigène, le sarangi.
Il a joué avec les plus grands musiciens indiens, dont Bismillah Khan et a parcouru le monde avec son violon, jouant aussi à la All India Radio à Calcutta, enseignant au Bhatkhande College of Hindustani Music à Lucknow et au Ali Akbar College of Music en Californie.
Ses gurus furent : S.C. Athavale, Ganpat Rao Purohit, Vishweswar Shastry, Dr. S.N. Ratanjarkar et Ustad Allauddin Khan.
Son disciple principal est Pallab Bandopadhaya.